# Spatelharig elfendoekje
Het spatelharig elfendoekje (Xylodon detriticus) is een schimmel behorend tot de familie Schizoporaceae. Het leeft saprotroof op strooisel en houtresten van els (Alnus) en wilg (Salix) in broekbossen en loofbossen op natte bodems. 

## Verspreiding
In Nederland komt het spatelharig elfendoekje zeldzaam voor.